# Etnia

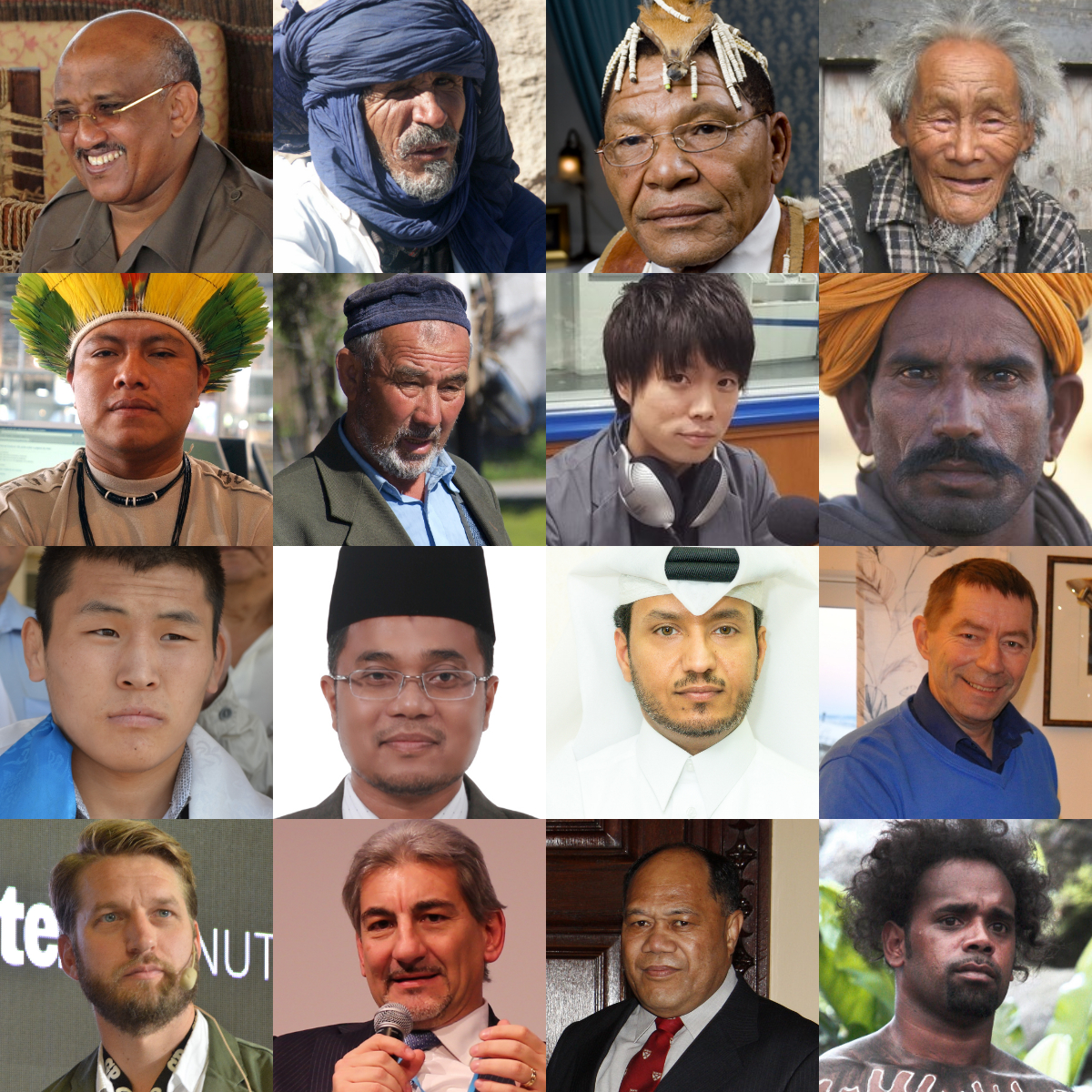
Collage de grupos étnicos

Una etnia —del griego clásico: έθνος ethnos, ‘pueblo’ o ‘nación’— es un conjunto de personas que se identifican con un origen genético, comunidad lingüística, cultural, etc.
Según Anthony D. Smith, «las etnias se pueden definir como poblaciones humanas que comparten unos mitos sobre la ascendencia, unas historias y unas culturas y que se asocian con un territorio específico y tienen un sentimiento de solidaridad».
La pertenencia étnica tiende a definirse por una herencia cultural compartida, ascendencia, mito de origen, historia, patria, idioma o dialecto, sistemas simbólicos como religión, mitología y ritual, cocina, estilo de vestir, arte o apariencia física. Los grupos étnicos pueden compartir un espectro estrecho o amplio de ascendencia genética, según la identificación del grupo, y muchos grupos tienen ascendencia genética mixta.
Este  concepto esencialista de etnia es actualmente discutido por la ciencia como definidor de las sociedades humanas, ya que no explica bien la realidad empírica, de la misma manera que sucede con el concepto de raza aplicada a seres humanos. No es posible delimitar de manera nítida y objetiva grupos humanos en base al conjunto de estos criterios étnicos, ya que en realidad existe una intrincada y abigarrada red de rasgos culturales.Se ha propuesto en cambio otro concepto diferente que asimila este término al de grupo social, en el que existe una conciencia de diferenciación de otros grupos con base en algún elemento que puede ser muy diverso. Desde la religión, el grupo de edad, el territorio o la lengua, a la ideología política o la ocupación económica.
Otro término relacionado con esta materia es el de etnicidad.

## Terminología
El término étnico deriva del griego ἔθνος ethnos (más precisamente, del adjetivo ἐθνικός ethnikos, que fue importado al latín como ethnicus).
En español y hasta mediados del siglo XIX, étnico se usaba para significar pagano (en el sentido de "naciones" dispares que aún no participaban en la ecúmene cristiana), ya que la Septuaginta utilizaba ta ethne ("las naciones") para traducir el hebreo goyim "las naciones extranjeras, no hebreas, no judías".
El término griego en la antigüedad temprana (griego homérico) podía referirse a cualquier grupo grande, una hueste de hombres, una banda de camaradas, así como un enjambre o un rebaño de animales. 
En griego clásico, el término adquirió un significado comparable al concepto expresado actualmente por "grupo étnico", traducido mayoritariamente como "nación, tribu, un grupo único de personas"; sólo en griego helenístico el término tendió a estrecharse aún más para referirse a naciones "extranjeras" o "bárbaros" en particular (de ahí el significado posterior de "pagano, pagano").
En el siglo XIX, el término pasó a utilizarse en el sentido de "peculiar de una tribu, raza, pueblo o nación", en un retorno al significado griego original. El sentido de "grupos culturales diferentes", y en español "grupo minoritario tribal, racial, cultural o nacional" surge en las décadas de 1930 a 1940, sirviendo como sustituto del término raza que anteriormente había tomado este sentido pero que ahora estaba quedando en desuso debido a su asociación con el racismo ideológico.
El término abstracto etnicidad se había utilizado como sinónimo de "paganismo" en el siglo XVIII, pero ahora pasó a expresar el significado de "carácter étnico" (registrado por primera vez en 1953).
El término grupo étnico se registró por primera vez en 1935 y entró en el Oxford English Dictionary en 1972. Dependiendo del contexto, el término nacionalidad puede utilizarse como sinónimo de etnia o como sinónimo de ciudadanía (en un Estado soberano). El proceso que da lugar a la aparición de una etnia se denomina etnogénesis, término utilizado en la literatura etnológica desde 1950, aproximadamente. El término también puede usarse con la connotación de algo único e inusualmente exótico (cf. "un restaurante étnico", etc.), generalmente relacionado con culturas de inmigrantes más recientes, que llegaron después de que se estableciera la población dominante de una zona.
Dependiendo de qué fuente de identidad de grupo se enfatice para definir la pertenencia, se pueden identificar los siguientes tipos de grupos (a menudo superpuestos mutuamente):
- Etnolingüístico, que hace hincapié en la lengua compartida, dialecto (y posiblemente escritura) – ejemplo: canadienses franceses
- Etnonacional, que hace hincapié en una entidad política o sentido de identidad nacional – ejemplo: austriacos
- Etnorracial, que hace hincapié en la apariencia física compartida basada en el fenotipo  – ejemplo: afroamericanos
- Etnorregional, que enfatiza un sentido local distintivo de pertenencia derivado de un relativo aislamiento geográfico  – ejemplo: isleños del sur de Nueva Zelanda
- Etnorreligioso, que hace hincapié en la afiliación compartida a una religión, confesión o secta en particular – ejemplo: sijs
- Etnocultural, que hace hincapié en una cultura o tradición compartida, que a menudo se solapa con otras formas de etnicidad – ejemplo: grupos itinerantes en Europa

En muchos casos, más de un aspecto determina la pertenencia: por ejemplo, la etnia armenios puede definirse por la ciudadanía armenia, tener herencia armenia, el uso nativo de la lengua armenia o la pertenencia a la Iglesia Apostólica Armenia.

## Definición
Históricamente, la palabra «etnia» proviene del adjetivo griego ethnikos. El adjetivo se deriva del sustantivo ethnos, que significa ‘gente o nación extranjera’.

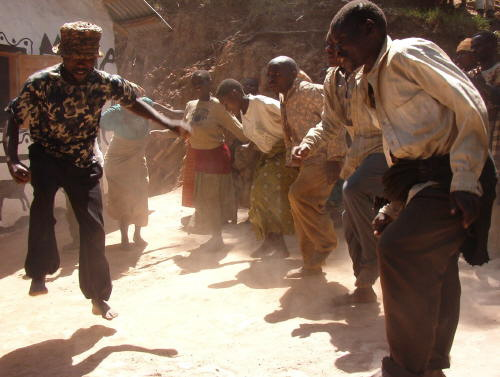
Etnia twa de Uganda.

Las personas que se consideran miembros de un grupo étnico se sienten vinculados entre sí por un origen genético común y se sienten por ello parte de una comunidad familiar extendida que les impone formas de lealtad y solidaridad típicas de los vínculos familiares.

### Lingüística
La lengua suele utilizarse como primer factor clasificado de los grupos  sin embargo,esta herramienta no ha estado exenta de manipulación política o error. Se debe señalar que existe un gran número de lenguas multiétnicas a la par que determinadas etnias son multilingües. 

### Cultura

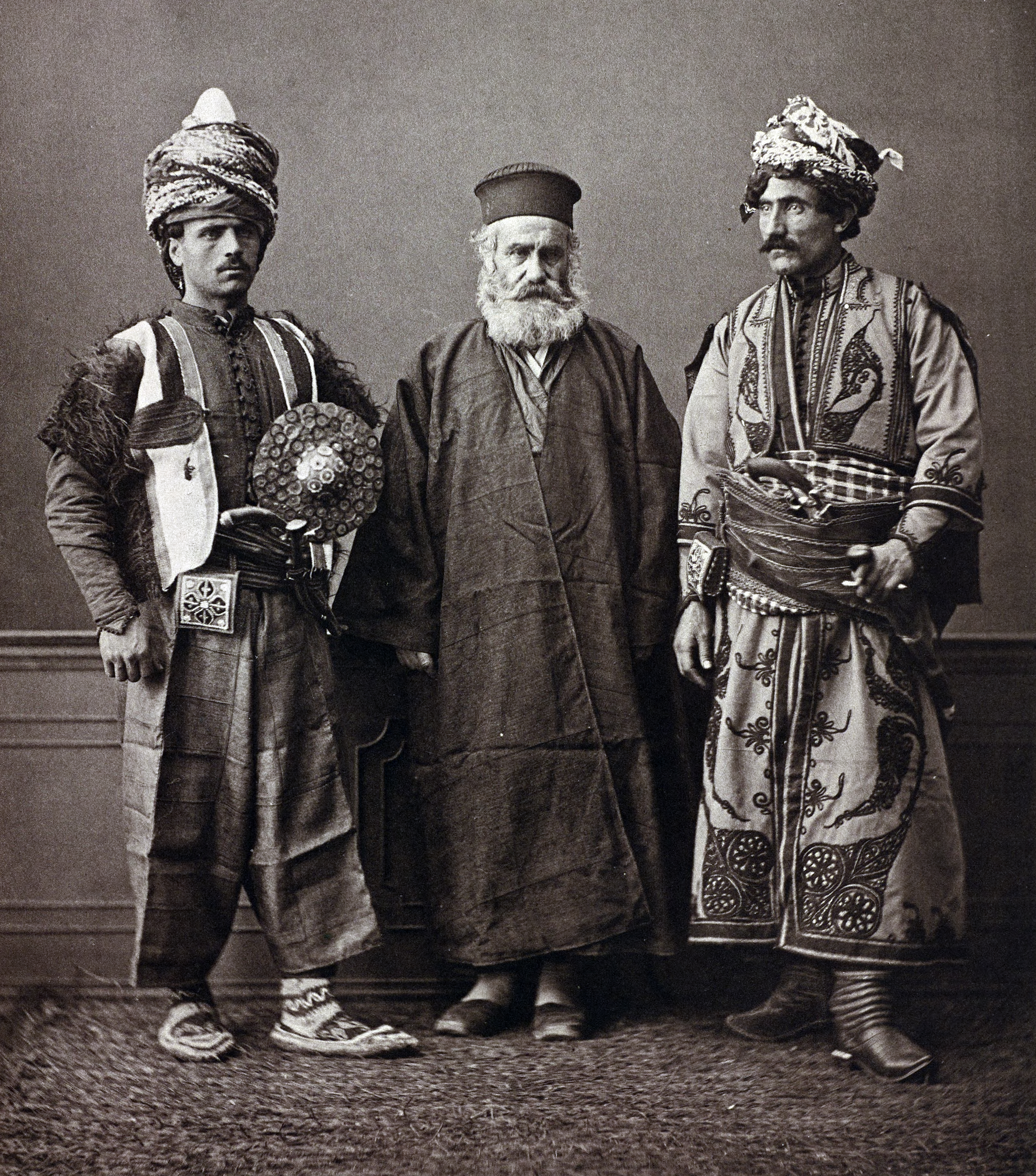
Dos hombres kurdos de Turquía y un sacerdote ortodoxo. Fotografía de 1873.

La delimitación cultural de un grupo étnico respecto a los grupos culturales de sus fronteras se hace un proceso de gran dificultad para el etnólogo (antropólogo), en especial en los grupos humanos altamente comunicados con grupos vecinos. Elie Kedourie es quizás el autor que más ha profundizado en el análisis de las diferencias entre multietnicidad y pluriculturalidad.
Generalmente, se aprecia que los grupos étnicos comparten una creencia en un origen común y tienen una continuidad en el tiempo, es decir, una historia o tradición común y proyectan un futuro como pueblo. Esto se alcanza a través de la transmisión generacional de una lengua común, unas instituciones, unos valores y unos usos y costumbres que los distinguen de otras etnias.
Si bien en determinadas culturas se entremezclan los factores étnicos y los políticos, no es imprescindible que un grupo étnico cuente con instituciones propias de gobierno para ser considerado como tal. La soberanía, por tanto, no define la etnia, si bien se admite la necesidad de una cierta proyección social común.

### Genética

Mapa detallado de las etnias del mundo.

Las etnias generalmente se remontan a mitos de fundación que revelan un parentesco más o menos remoto entre sus miembros. La genética actual puede confirmar o negar la existencia de esa relación genética.

## Clasificación
Entre los principales grupos de pueblos se incluyen:
| - Pueblos aborígenes australianos* - Pueblos afroasiáticos - Pueblos semitas - Pueblo árabe - Pueblo judío - Pueblos bereberes - Pueblos chádicos - Pueblos cusitas - Pueblos egipcios - Pueblos omóticos - Pueblos altaicos - Pueblos mongoles - Pueblos tunguses - Pueblos túrquicos - Pueblos amerindios* - Pueblos guaraníes* - Pueblos quechuas* - Pueblos andamaneses* - Pueblos austrasiáticos - Pueblos austronesios - Pueblos caucásicos - Pueblos chucoto-camchatcos - Pueblos dravídicos - Pueblos esquimo-aleutianos - Pueblos hurrito-urartianos | - Pueblos indoeuropeos - Pueblo albanés - Pueblo esloveno - Pueblos armenios - Pueblos bálticos - Pueblos celtas + - Pueblo gitano - Pueblos dacios - Pueblo magiar - Pueblos eslavos - Pueblos frigios - Pueblos germánicos + - Pueblos helénicos + - Pueblos íberos + - Pueblos indo-iranios - Pueblos itálicos + - Pueblos nenéticos - Pueblos tocarios + - Pueblos tracios - Pueblos indoarios - Pueblos iranios - Pueblos anatolios - Pueblos ilirios + - Pueblos lusitanos + - Pueblos peonios + - Pueblos joisanos - Pueblos na-dené - Pueblo persa | - Pueblos níger-congo - Pueblos atlánticos - Pueblos cordofanos - Pueblos dogón - Pueblos ijoi - Pueblos mandé - Pueblos Volta-Congo - Pueblos Adamawa-Ubangi - Pueblos Benue-Congo - Pueblos bantúes - Pueblos yoruba - Pueblos gur - Pueblos kru - Pueblos kwa - Pueblos senufos - Pueblos nilo-saharianos - Pueblos paleosiberianos - Pueblos papúes - Pueblos sino-tibetanos - Pueblos birmanotibetanos - Etnias chinas - Pueblos tai-kadai - Pueblos tirsénicos - Pueblos urálicos - Pueblo kurdo |

+ = extinto
* = en peligro de extinción

### Por idioma

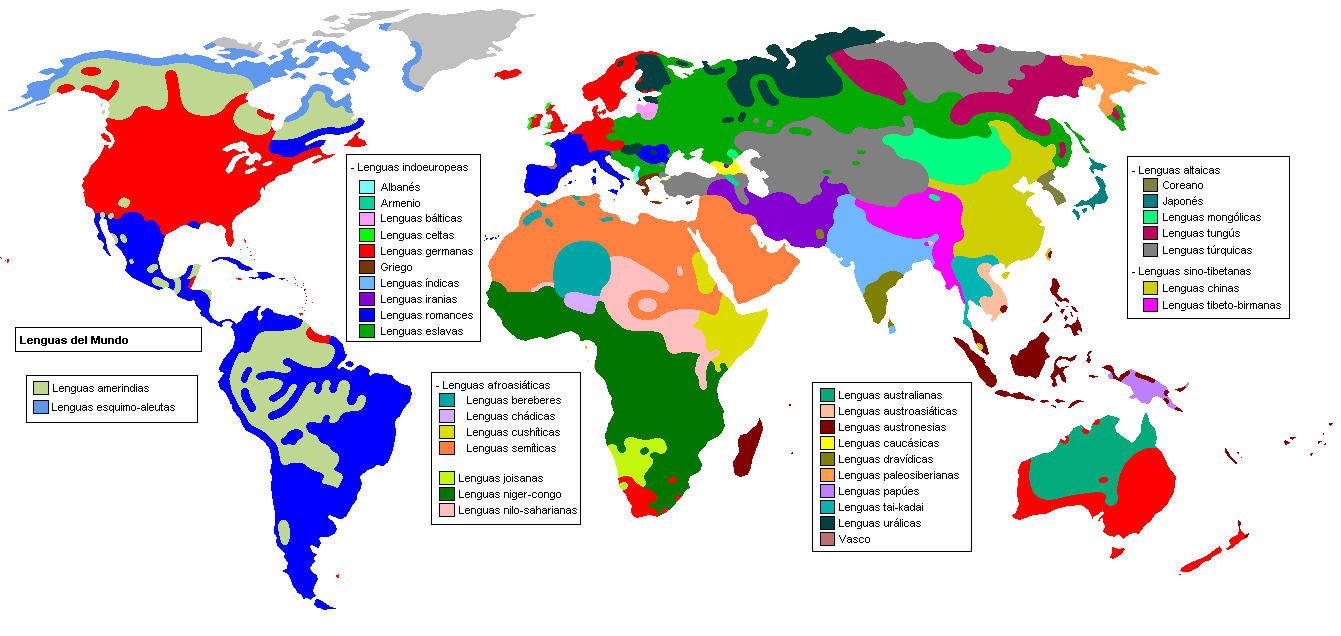
Mapa con la situación de las diferentes familias lingüísticas.

## Etnicidad y raza

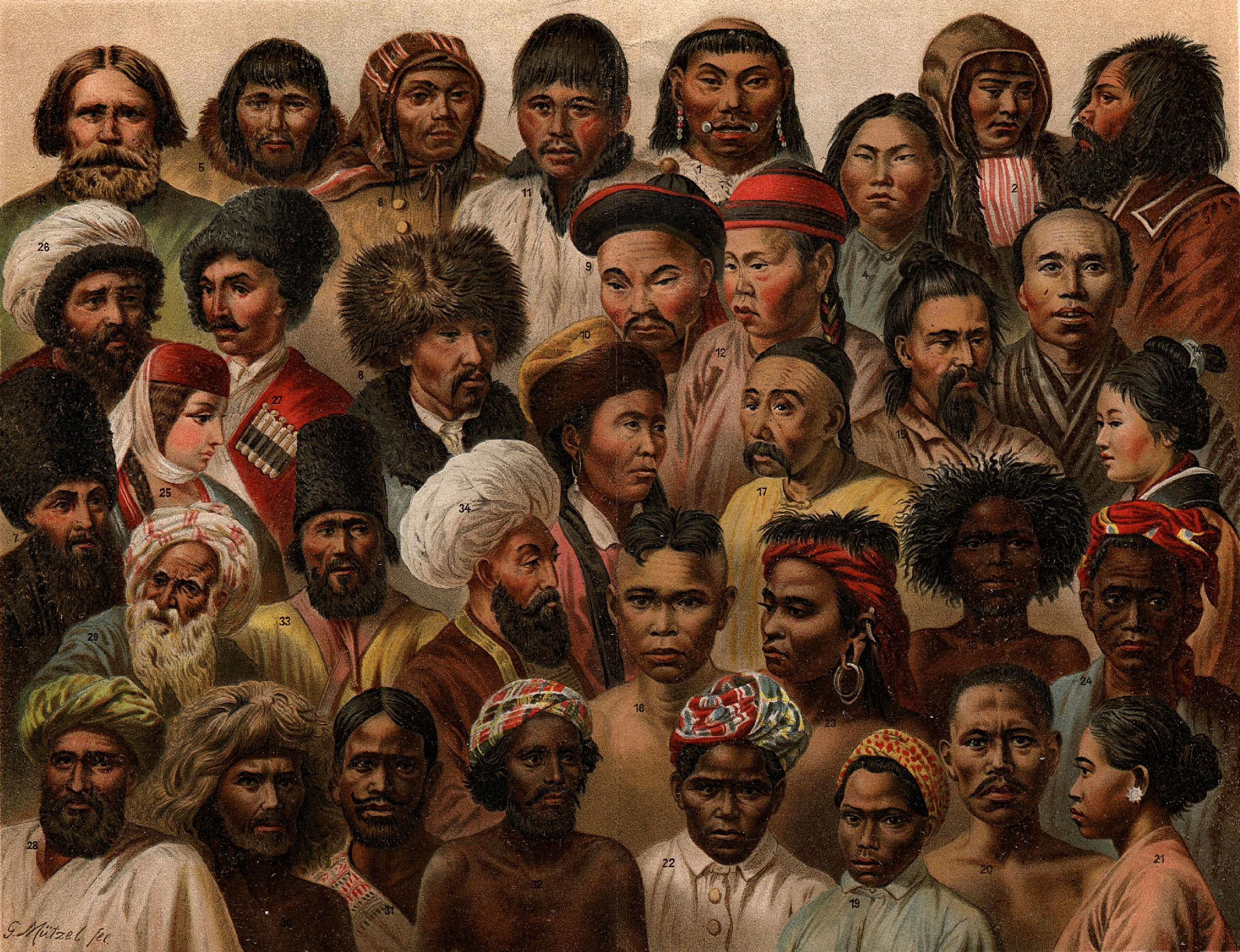
La diversidad racial de los grupos étnicos de Asia (título original: Asiatiska folk), Nordisk familjebok (1904).

La etnia se utiliza como una cuestión de identidad cultural de un grupo, a menudo basada en la ascendencia, la lengua y las tradiciones culturales compartidas, mientras que la raza se aplica como una agrupación taxonómica, basada en las similitudes físicas entre los grupos. La raza es un tema más controvertido que la etnia, debido al uso político común del término. Ramón Grosfoguel (Universidad de California, Berkeley) sostiene que la "identidad racial/étnica" es un concepto y que los conceptos de raza y etnicidad no pueden utilizarse como categorías separadas y autónomas.
Antes de Weber (1864-1920), la raza y la etnia se consideraban principalmente dos aspectos de la misma cosa. Alrededor de 1900 y antes, predominaba la concepción primordialista de la etnicidad: se consideraba que las diferencias culturales entre los pueblos eran el resultado de rasgos y tendencias heredados. Con la introducción por parte de Weber de la idea de etnicidad como construcción social, la raza y la etnicidad se dividieron más entre sí.
En 1950, la declaración de la UNESCO "La cuestión racial", firmada por algunos de los eruditos de renombre internacional de la época (entre ellos Ashley Montagu, Claude Lévi-Strauss, Gunnar Myrdal, Julian Huxley, etc.), decía:

Los grupos nacionales, religiosos, geográficos, lingüísticos y culturales no coinciden necesariamente con los grupos raciales: y los rasgos culturales de tales grupos no tienen ninguna conexión genética demostrada con los rasgos raciales. Dado que habitualmente se cometen graves errores de este tipo cuando se utiliza el término "raza" en el lenguaje popular, sería mejor, cuando se habla de razas humanas, abandonar por completo el término "raza" y hablar de "grupos étnicos".

En 1982, el antropólogo David Craig Griffith resumió cuarenta años de investigación etnográfica, argumentando que las categorías raciales y étnicas son marcadores simbólicos de las diferentes formas en que las personas de distintas partes del mundo han sido incorporadas a una economía global:

Los intereses opuestos que dividen a las clases trabajadoras se refuerzan aún más mediante apelaciones a distinciones "raciales" y "étnicas". Tales apelaciones sirven para asignar diferentes categorías de trabajadores a los peldaños de la escala de los mercados laborales, relegando a las poblaciones estigmatizadas a los niveles inferiores y aislando a los escalones superiores de la competencia desde abajo. El capitalismo no creó todas las distinciones de etnia y raza que funcionan para separar a unas categorías de trabajadores de otras. Sin embargo, es el proceso de movilización laboral bajo el capitalismo el que confiere a estas distinciones sus valores efectivos.

Según Wolf, las categorías raciales se construyeron e incorporaron durante el período del expansión mercantil europea, y las agrupaciones étnicas durante el período del expansión capitalista.
En 1977, Wallman escribió sobre el uso del término "étnico" en el lenguaje ordinario de Gran Bretaña y Estados Unidos.

El término "étnico" connota popularmente "[raza]" en Gran Bretaña, sólo que con menos precisión, y con una carga de valor más ligera. En Norteamérica, en cambio, "[raza]" suele significar color, y los "étnicos" son los descendientes de inmigrantes relativamente recientes de países de habla no inglesa. "[Etnia]" no es un sustantivo en Gran Bretaña. En efecto, no hay "etnias"; sólo hay "relaciones étnicas".

En Estados Unidos, la OMB afirma que la definición de raza utilizada a efectos del censo estadounidense no es "científica ni antropológica" y tiene en cuenta "características sociales y culturales, así como la ascendencia", utilizando "metodologías científicas apropiadas" que no son "de referencia principalmente biológica o genética".